# Pinna rudis
Pinna rudis is een tweekleppigensoort uit de familie Pinnidae. De wetenschappelijke naam is gepubliceerd in 1758 door Linnaeus in de tiende editie van Systema naturae.